# Stensvik, Ljusterö
Stensvik är en by på södra Ljusterö i Österåkers kommun. SCB avgränsade här mellan 2015 och 2020 en småort.